# Garry Gilliam
Garry Montzell Gilliam Jr. (* 26. November 1990 in Harrisburg, Pennsylvania) ist ein ehemaliger US-amerikanischer American-Football-Spieler. Er spielte auf der Position des Offensive Tackles für die San Francisco 49ers und Seattle Seahawks in der National Football League (NFL).

## College
Gilliam spielte College Football an der Pennsylvania State University für die Penn State Nittany Lions zwischen 2009 und 2013. Dort spielte er die ersten drei Jahre auf der Position des Tight Ends, bevor er in seinem letzten Jahr auf die Position des Offensive Tackles wechselte.

## NFL

### Seattle Seahawks
Nachdem Gilliam im NFL Draft 2014 nicht ausgewählt wurde verpflichteten ihn am 10. Mai 2014 die Seattle Seahawks. Sein NFL-Debüt machte er am 4. September 2014 als Offensive Tackle im Spiel gegen die Green Bay Packers. Im NFC Championship Game gegen die Green Bay Packers am 18. Januar 2015 fing Gilliam einen 19 Yard Touchdownpass von Punter Jon Ryan nach einem Fake Field Goal. Es war sein erster gefangener Pass und erster Touchdown in der NFL.
Nachdem Justin Britt als Right Tackle und Alvin Bailey als Left Guard eine schlechte Leistung zeigten, wurde Gilliam als Right Tackle eingesetzt und Britt als Left Guard eingesetzt. Gilliam, der zuvor der Ersatz-Left-Tackle war, trainierte deshalb auf Right Tackle um. Zur Saison 2016 wechselte er wieder auf die Position des Left Tackles.

### San Francisco 49ers
Im April 2017 verpflichteten die San Francisco 49ers Gilliam. Er erhielt einen Einjahresvertrag mit einem Wert von 2,2 Millionen US-Dollar. In der Saison 2017 spielte er in den ersten acht Spielen, davon ein Mal von Beginn an, verletzte sich jedoch, woraufhin er am 7. November 2017 auf der Injured Reserve List platziert wurde. Am 27. Februar 2018 erhielt er eine zweijährige Vertragsverlängerung. In der Saison 2018 spielte er in allen 16 Spielen, ohne jedoch einen Start zu verzeichnen. Am 13. Februar 2019 wurde er entlassen.